# Asphinctanilloides anae
Asphinctanilloides anae är en myrart som beskrevs av Brandao, Diniz, Agosti och Delabie 1999. Asphinctanilloides anae ingår i släktet Asphinctanilloides och familjen myror. Inga underarter finns listade.

## Bildgalleri

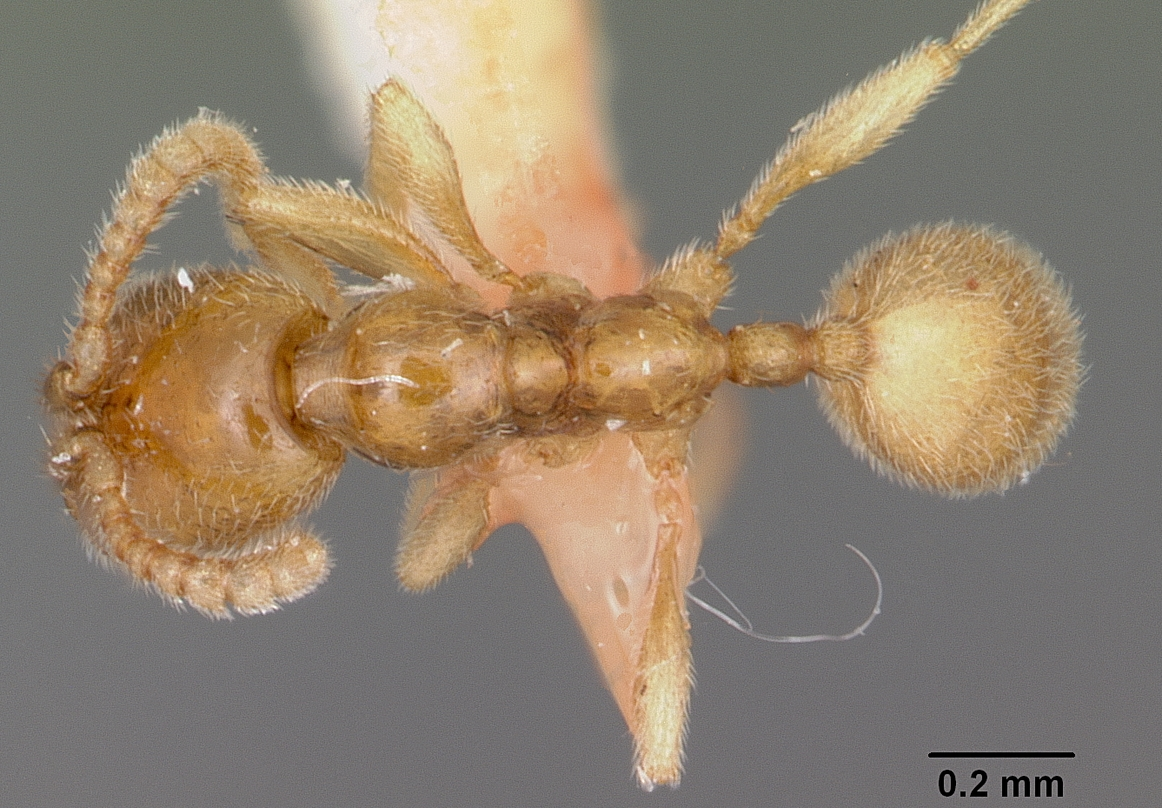
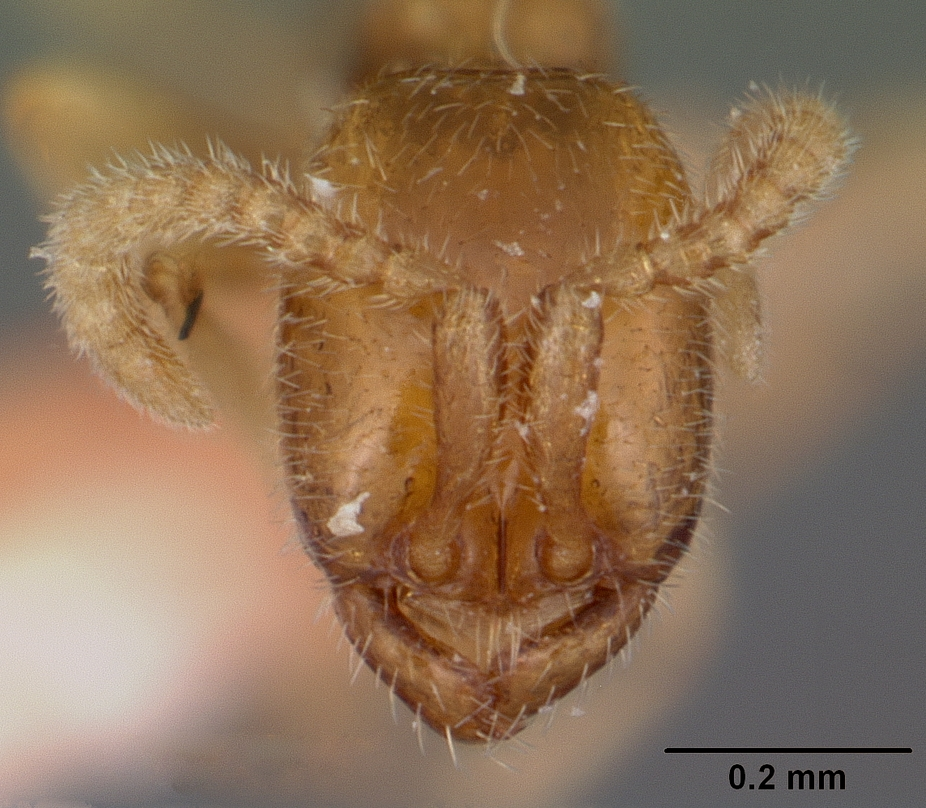
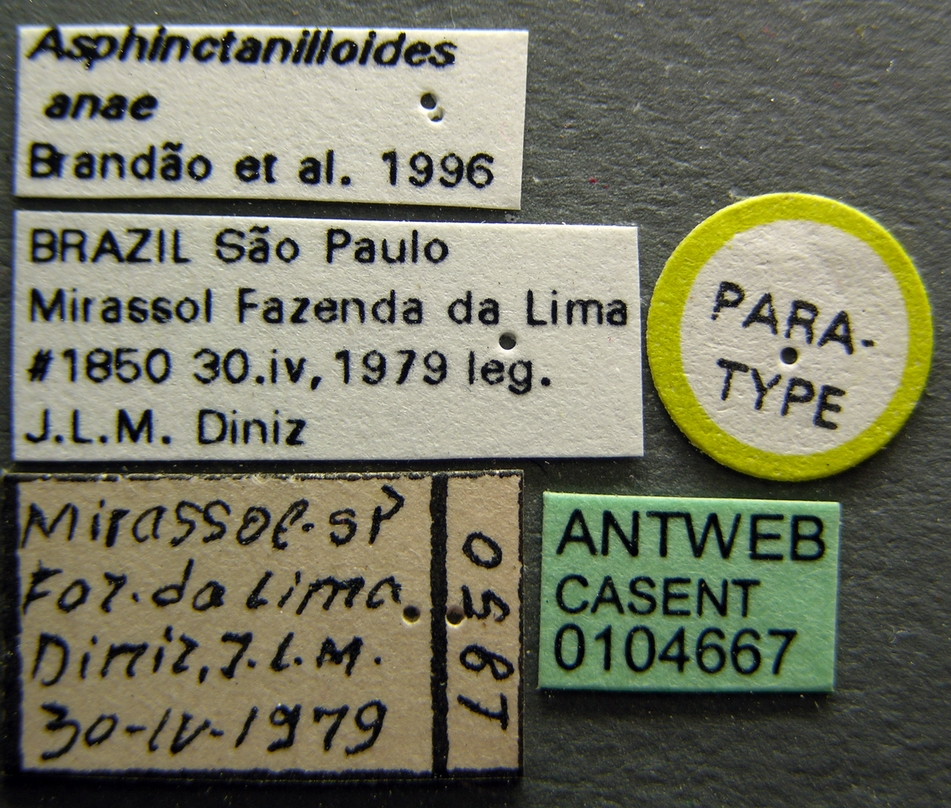
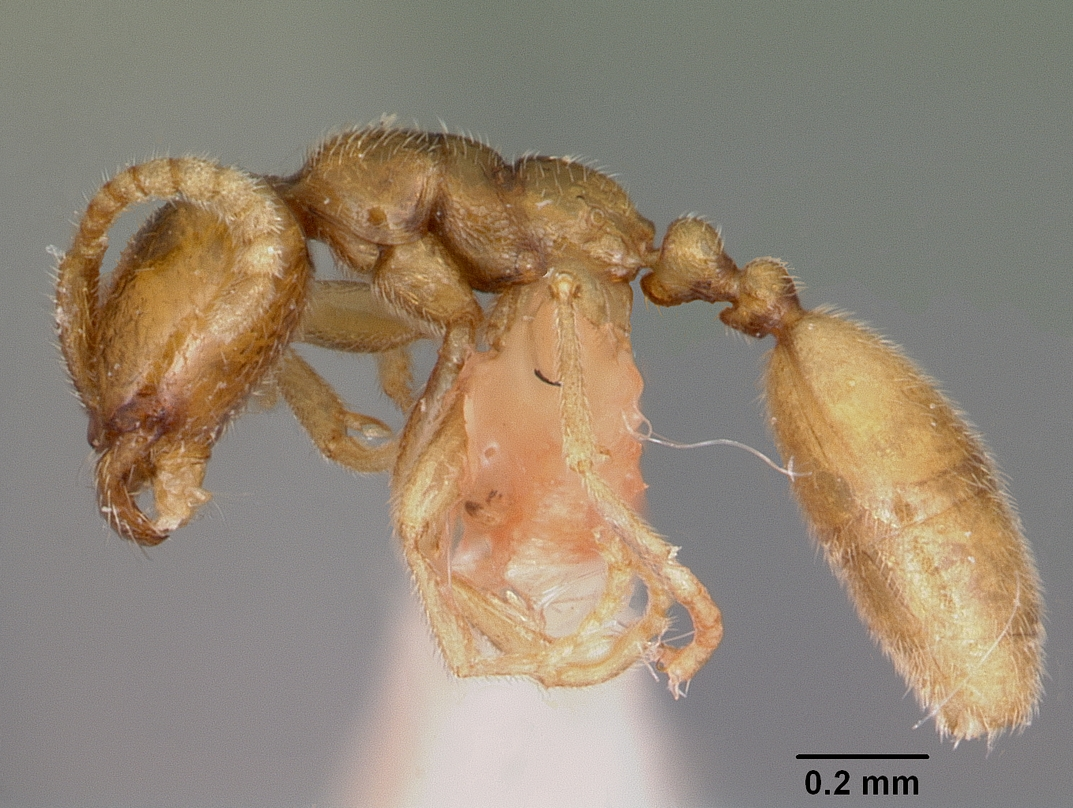